# 噻嗪
噻嗪（英語：Thiazine）是指一类含有这样一种环的有机化合物：环含有四个碳原子、一个氮原子以及一个硫原子。噻嗪有三种异构体，分别为1,2-噻嗪、1,3-噻嗪、1,4-噻嗪。具有噻嗪的化合物通常被用作为染料、安定药以及殺蟲劑。

## 制备
1,4-噻嗪可以由对应的二酮和铝粉在高温下反应而成。